# خانواده جدید سوئیسی رابینسون
خانواده جدید سوئیسی رابینسون (به انگلیسی: The New Swiss Family Robinson) فیلمی تلویزیونی محصول سال ۱۹۹۹ و به کارگردانی استوارت رافیل است. در این فیلم بازیگرانی همچون جین سیمور، دیوید کارادین، جیمز کیچ، جان اشر، بلک باشوف و جامی رنه اسمیت ایفای نقش کرده‌اند.